# Scottish Challenge Cup 2013-2014
La Scottish Challenge Cup 2013-2014 (denominata Ramsdens Cup per motivi di sponsorizzazione) è stata la 23ª edizione della Scottish Challenge Cup.
Nella precedente annata il titolo è stato vinto dal Queen of the South che sconfisse in finale il Partick Thistle.
La finale si è disputata a Easter Road il 6 aprile 2014 e ha visto prevalere i Raith Rovers sui Rangers Glasgow per 1-0 dopo i tempi supplementari.

## Calendario
| Turno            | Date              | Partite | Eliminazioni |
| ---------------- | ----------------- | ------- | ------------ |
| Preliminare      | 13-20 luglio 2013 | 2       | 33 → 32      |
| Primo turno      | 27 luglio 2013    | 16      | 32 → 16      |
| Secondo turno    | 20-21 agosto 2013 | 8       | 16 → 8       |
| Quarti di finale | 7 settembre 2013  | 4       | 8 → 4        |
| Semifinali       | 13 ottobre 2013   | 2       | 4 → 2        |
| Finale           | 6 aprile 2014     | 1       | 2 → 1        |

## Risultati

### Quarti di finale
| Squadra 1          | Risultato       | Squadra 2      |
| ------------------ | --------------- | -------------- |
| Raith Rovers       | 1 – 0           | Falkirk        |
| Dundee             | 1 – 1 (4-5 dcr) | Stenhousemuir  |
| Annan Athletic     | 4 – 0           | Formartine Utd |
| Queen of the South | 0 – 3           | Rangers        |

### Semifinali
| Squadra 1     | Risultato | Squadra 2      |
| ------------- | --------- | -------------- |
| Raith Rovers  | 3 – 0     | Annan Athletic |
| Stenhousemuir | 0 – 1     | Rangers        |

### Finale
| Squadra 1    | Risultato | Squadra 2 |
| ------------ | --------- | --------- |
| Raith Rovers | 1 – 0     | Rangers   |

| Arbitro: | Kevin Clancy |

|            |           |  |
| Baird 117’ | Marcatori |  |